# Anastasia Zarycká
Anastasia Zarycká (ukrainisch Анастасія Олексіївна Зарицька; * 8. Januar 1998 in Prag) ist eine tschechische Tennisspielerin. Von 2012 bis 2017 spielte sie für die Ukraine.

## Leben
Der Vater von Zarycká stammte aus der Ukraine und die Mutter ist Tschechin. 2017 erhielt sie die tschechische Staatsbürgerschaft.
Im Jahr 2022 heiratete sie den Fitnesstrainer Josef Polách.

## Karriere
Zarycká erreichte 2016 das Finale des Juniorinnendoppels der Australian Open gemeinsam mit Dajana Jastremska als Doppelpartnerin, das sie gegen Anna Kalinskaja und Tereza Mihalíková mit 1:6 und 1:6 verloren.
Sie gewann auf dem ITF Women’s Circuit bislang vier Einzel- und neun Doppeltitel.
Auf der WTA Tour debütierte sie bei J&T Banka Prague Open 2017 im Doppel zusammen mit Tereza Smitková aufgrund einer Wildcard. In der ersten Runde unterlagen sie Annika Beck und Lenka Kunčíková mit 2:6, 63:7. 
Außerdem spielte Zarycká seit 2017 in der ersten oder zweiten Tennis-Bundesliga in Deutschland.
Ihr bislang letztes professionelles Turnier spielte Zarycká im August 2021. Gegenwärtig wird sie nicht mehr in der Weltrangliste geführt.

## Turniersiege

### Einzel
| Nr. | Datum              | Turnier                  | Kategorie   | Belag           | Finalgegnerin       | Ergebnis      |
| --- | ------------------ | ------------------------ | ----------- | --------------- | ------------------- | ------------- |
| 1.  | 30. Juli 2016      | Pärnu                    | ITF $10.000 | Sand            | Hanna Posnichirenko | 6:4, 4:6, 6:3 |
| 2.  | 23. Oktober 2016   | Ismaning                 | ITF $10.000 | Teppich (Halle) | Tess Sugnaux        | 6:2, 7:66     |
| 3.  | 26. August 2018    | Braunschweig             | ITF $25.000 | Sand            | Jule Niemeier       | 6:1, 6:3      |
| 4.  | 23. September 2018 | Santa Margherita di Pula | ITF $25.000 | Sand            | Martina Caregaro    | 6:3, 7:64     |

### Doppel
| Nr. | Datum            | Turnier                  | Kategorie   | Belag             | Partnerin            | Finalgegnerinnen                         | Ergebnis          |
| --- | ---------------- | ------------------------ | ----------- | ----------------- | -------------------- | ---------------------------------------- | ----------------- |
| 1.  | 29. Juli 2016    | Pärnu                    | ITF $10.000 | Sand              | Emily Arbuthnott     | Jekaterina Kasionowa Deniza Marcinkēviča | 6:4, 7:5          |
| 2.  | 2. Dezember 2016 | Cordenons                | ITF $10.000 | Teppich (Halle)   | Laura-Ioana Andrei   | Nina Stadler Caroline Werner             | 6:0, 7:63         |
| 3.  | 10. Juni 2017    | Staré Splavy             | ITF $25.000 | Sand              | Laura-Ioana Andrei   | Tayisiya Morderger Yana Morderger        | 6:3, 6:4          |
| 4.  | 8. Juli 2017     | Darmstadt                | ITF $25.000 | Sand              | Laura-Ioana Andrei   | Sandra Samir Kathinka von Deichmann      | 4:6, 7:65, [10:3] |
| 5.  | 9. Juni 2018     | Staré Splavy             | ITF $25.000 | Sand              | Marija Marfutina     | Johana Marková Sarah-Rebecca Sekulic     | 5:7, 6:1, [10:8]  |
| 6.  | 16. Juni 2018    | Padua                    | ITF $25.000 | Sand              | İpek Soylu           | Dea Herdželaš Tereza Mrdeža              | 6:4, 6:1          |
| 7.  | 25. August 2018  | Braunschweig             | ITF $25.000 | Sand              | Julia Wachaczyk      | Cornelia Lister Diāna Marcinkēviča       | 6:4, 3:6, [11:9]  |
| 8.  | 26. Oktober 2018 | Santa Margherita di Pula | ITF $25.000 | Sand              | Walentina Iwachnenko | Cristina Dinu Camilla Rosatello          | 6:2, 6:4          |
| 9.  | 16. Februar 2019 | Trnava                   | ITF $25.000 | Hartplatz (Halle) | Laura-Ioana Paar     | Maja Chwalińska Miriam Kolodziejová      | 6:4, 6:3          |

## Weltranglistenpositionen am Saisonende
| Jahr   | 2016 | 2017 | 2018 | 2019 | 2020 | 2021 |
| ------ | ---- | ---- | ---- | ---- | ---- | ---- |
| Einzel | 626  | 311  | 223  | 360  | 406  | 495  |
| Doppel | 996  | 290  | 209  | 419  | 603  | 651  |